# رامش
آذر محبی تهرانی (۲۲ آبان ۱۳۲۵ – ۸ آذر ۱۳۹۹) مشهور به رامش، خوانندهٔ پاپ ایرانی بود. رامش در سبک‌های مختلف موسیقی از سنتی تا پاپ کلاسیک، جاز و راک ترانه اجرا کرده است.

## زندگی

### اوایل زندگی
آذر محبی تهرانی مشهور به رامش در ۲۲ آبان ۱۳۲۵ در تهران، در خانواده‌ای با سه خواهر و یک برادر ساکن خیابان حشمت‌الدوله (پاستور)، به دنیا آمد. پدرش ناصر محبی تهرانی، کارمند گمرک فرودگاه مهرآباد تهران و مادرش اقدس اعتصامی بود. رامش تا دیپلم طبیعی به تحصیلات خود ادامه داد و تصمیم داشت به‌خواست پدر پس از دیپلم وارد دانشگاه شود و در رشتهٔ جراحی به تحصیلات ادامه دهد، اما آشنایی با عطاءالله خرم در یک مهمانی موجب شد وی به عرصهٔ خوانندگی روی بیاورد.

### زندگی شخصی
در سال ۲۰۱۵ رامش در گفتگویی با مجله جوانان لس آنجلس در پاسخ به این پرسش که "آیا تا به‌حال ازدواج کرده‌ای؟" گفته بود که پس از انقلاب در هنگام سفرش به بریتانیا در لندن با یک غیرایرانی ازدواج کرده است. گیتی محبی (خواهر رامش) ازدواج رامش را با یک مرد انگلیسی مختوم به طلاق و بدون بچه، یاد می‌کند. رامش در سال ۲۰۱۶، پس از درگذشت مادرش یک سال گوشه‌گیر و افسرده شد.
در سپتامبر ۲۰۲۴، شهرام شب‌پره در مصاحبه خود با برنامهٔ کامبیز حسینی در تلویزیون ایران اینترنشنال مدعی شد که با وجود اینکه رامش همجنسگرا بود ولی این دو برای مدتی یک ازدواج مصلحتی انجام دادند تا وی بتواند از بریتانیا به ایالات متحده مهاجرت کند.

### نام‌گذاری
نام رامش را داود پیرنیا برای او برگزید چون خوانندهٔ دیگری با نام آذر در آن هنگام فعالیت داشت

## خوانندگی

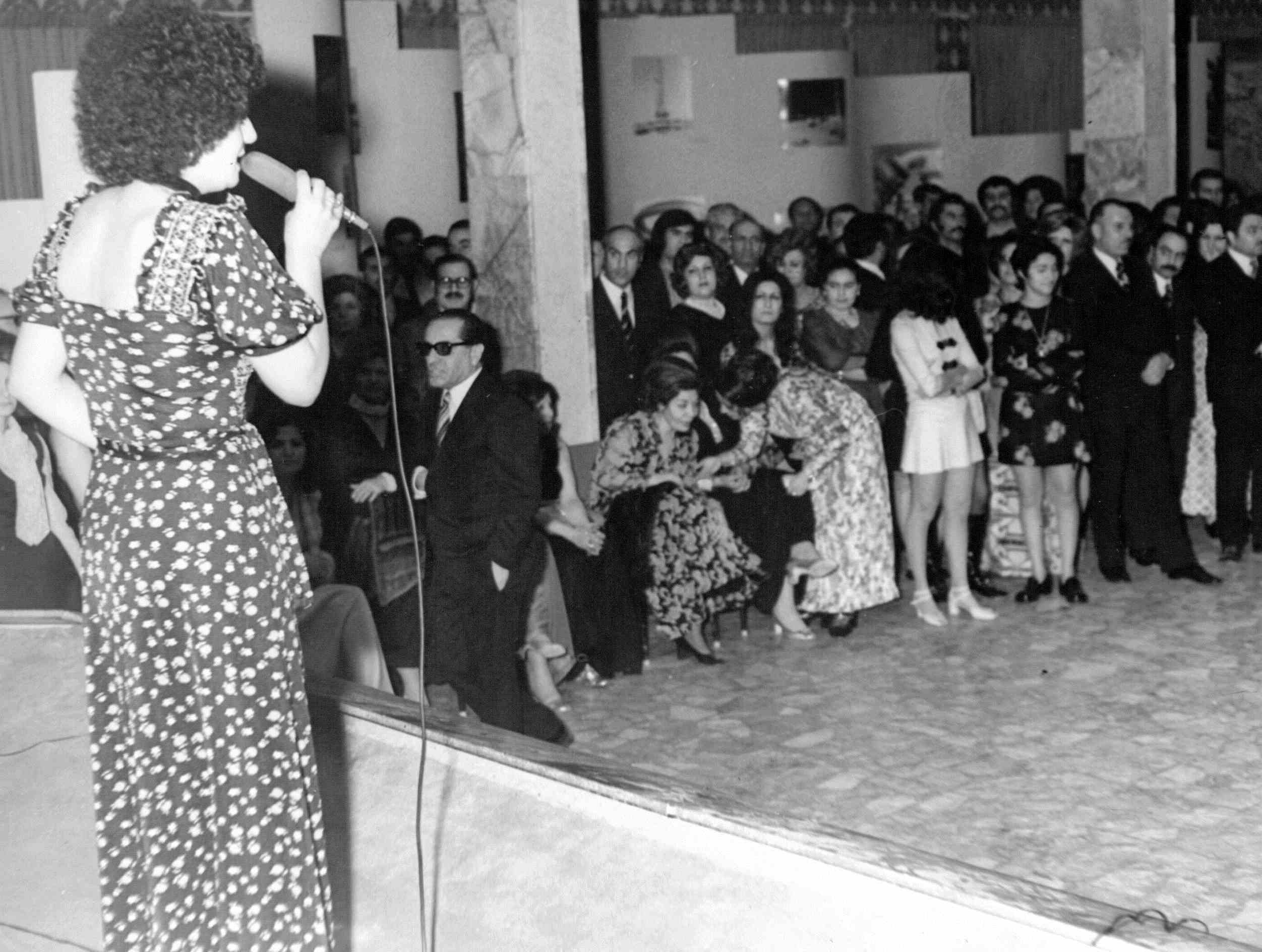
رام‍ش ه‍ن‍گ‍ام اج‍رای ب‍رن‍ام‍ه در م‍ه‍م‍ان‍ی ش‍ام ج‍ام‍ع‍ه م‍طب‍وع‍ات و چ‍اپ‍خ‍ان‍ه‌ه‍ا در ک‍رم‍ان‍ش‍اه

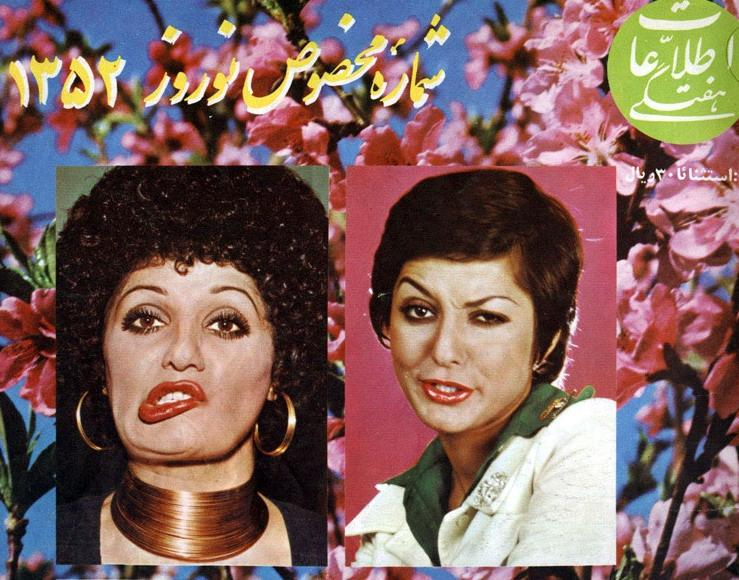
گوگوش و رامش بر جلد شماره ویژه نوروز مجله اطلاعات هفتگی، ۱۳۵۲

رامش از ریشه‌های موسیقی کلاسیک فارسی شکوفا شده بود و حرفهٔ خود را رسماً در ۱۲ فروردین سال ۱۳۴۴ با ترانهٔ «پرستو جان» در برنامهٔ «یک شاخه گل» در رادیو گل‌ها از سروده‌های لعبت والا آغاز کرد.
تجربیات خود در زمینهٔ سنتی را از موسیقی غربی بهره گرفت. او گاهی مواقع ابزار غربی یا ریتم غربی را در موسیقی سنتی خود به کار می‌برد. در آثار منتشر شده رامش در سال ۱۳۴۵، می‌توان ریتم‌هایی مانند رومبا، بوسا نوا و همچنین صداهای گیتار سورف و کمبو ارگان را در موسیقی رامش شنید که این استفاده‌ها در سال ۱۳۴۷ بیشتر شد.
رامش ترانه‌های دوصدایی با عارف، منوچهر سخایی و ویگن به‌جای بازیگران در فیلم‌ها اجرا کرد که در این دوران وی بیشتر کارهای عطاءالله خرم را اجرا می‌کرد که حرفهٔ خود را با همکاری با ویگن، اولین ستارهٔ موسیقی پاپ، آغاز کرده بود.
رامش، در سال‌های ۱۳۵۰–۱۳۵۱ همکاری خود را با ارکستر استودیویی که دارای سازهای بادی برنجی نیز بود آغاز کرد که ترانهٔ «خورشید خانوم» اثر منوچهر چشم‌آذر، اولین کار رامش در سبک فانک بود. «دلکم» نیز مقدمه‌ای برای استفاده از سبک فانک با گیتارهای «Wah Wah» بود.
در سال ۱۳۵۲ رامش رسماً با ترانهٔ «غروبا قشنگن» وارد سبک راک شد که شامل ضربه‌های سخت طبل و گیتار «Wah Wah» بود که در واقع ملودی با ارگ به سمت سبک غربی هدایت می‌شود و هارمونیکای استفاده شده در آهنگ نشانی از قطعهٔ موسیقی وسترن اسپاگتی یا همان وسترن ایتالیایی ساختهٔ انیو موریکونه دارد.
رامش با ترانهٔ «تهمت»، چیرگی سبک فانک بر سازهای بادی برنجی را اثبات کرد که در این دوره سبک فانک با قطعات ترکیبی از موسیقی سنتی بازمی‌گشت. همکاری رامش با اسفندیار منفردزاده در ترانهٔ «نماز» نیز نمونهٔ دیگری از آن دوره است.
پیشرفت تکنولوژی در ایران در سال‌های ۱۳۵۳–۱۳۵۴ تأثیر زیادی در سبک غربی موسیقی رامش داشت. حال و هوای فانک لاتین در ترانهٔ «دلم برات هلاکه» و همچنین روح ریتم بوسا نوا در ترانهٔ «تو بارونی، تو آفتابی» با سینث‌سایزر آنالوگ درهم آمیخته شده است. ترانهٔ «درد عاشقی» گوش‌ها را با گیتارهای جاز، توقف‌های ناگهانی و دراماتیک احاطه کرده است اما او به سبک فانک با سازهای بادی برنجی برگشت او همچنین ترانهٔ «قسمت» را در سبک فانک شعرهای حماسی اجرا کرد.
«نگو نه» قطعهٔ پیشگامانه‌ای بود از رامش در سال‌های ۱۳۵۴–۱۳۵۵ که با این ترانه سبک فانک به یک عنصر طبیعی در ترانه‌های رامش مبدل شد. وی در همین سال‌ها ترانهٔ «پیشواز» را ضبط کرد که این ترانه یک ترانهٔ پاپ پیشرو به‌صورت پلی فونیک و همراهی چند صدا بود، در حالی که ترانهٔ «زیارت» ترکیبی از پاپ هندی و فارسی بود و رامش با استفاده از طبله یک نمونه از استفاده اولیهٔ ماشین درام را در ترانهٔ «وصیت» به نمایش گذاشت.
بابک افشار، از آهنگسازان این دوره که ترانهٔ «کان یا زمان» از ساخته‌های برادران رحبانی که فیروز اجرا کرده‌بود را با نام «تابستون» برای رامش تنظیم کرد.
یکی دیگر از ترانه‌های رامش که مورد توجه قرار گرفت، ترانهٔ «اسمر اسمر» که یک ترانهٔ محلی کردی است و با نام «اسمر یارم» نیز در آن دوره شناخته می‌شد که تنظیم این ترانه را ناصر چشم‌آذر انجام داده است.
در سال ۱۳۵۵، ترانهٔ «موندنم از بودنت» با آهنگسازی و تنظیم منوچهر چشم‌آذر منتشر شد. این ترانه یک علامت تجاری از رامش بود که در آن سبک راک و فانک، یک ترکیب کامل را خلق کرده‌بود و شخصیت زنی که با موسیقی سازهای برنجی و صدای گیتار Wild جیغ می‌کشد. رامش درهای زیادی را در ایران باز کرد اما به موسیقی‌های پراکندهٔ دیگری محدود می‌شد.
رامش در سال ۱۳۵۶ با موسیقی بومی «عشق گناهکار» ظاهر شد. این ترکیب به وسیلهٔ سیم‌ها به رشتهٔ دینامیک اجراهای دیسکو که هم موسیقی شرقی و هم موسیقی غربی را تحت تأثیر قرار داده‌بود متصل می‌شد و گیتار Slide نیز در ترکیب‌بندی اثری از خود نشان می‌داد.
در ترانه «وسوسه» رامش به دالیدای ایران با پاپ پیشرو تبدیل شد، ترانه‌ای با تک‌خوانی Rhodes، حملات طبل و جریان صدای بانگو. آهنگسازی این ترانه نیز از منوچهر چشم‌آذر است.
«رودخونه‌ها» که بیشتر از همهٔ ترانه‌ها در تلویزیون پخش و ضبط شده، از ساخته‌های صادق نوجوکی است. این ترانه یکی پرطرفدارترین ترانه‌های رامش است که محمدعلی بهمنی این ترانه را با الهام از داستان ماهی سیاه کوچولو اثر صمد بهرنگی سروده است؛ داستانی که کتاب آن در آن سال‌ها از کتاب‌های ممنوع به‌شمار می‌آمد.
«منتظر» از معدود ترکیبات رامش با سینث‌سایزر (موگ) است که یک نمونهٔ خوبی از ترکیب موسیقی شرقی و غربی است و همچین استفاده از ساز تار در فاز انتقالی آواز و ترانه و در ترانهٔ «سازش» هم می‌توان شاهد استفاده دیگر رامش از سینث‌سایزر (موگ) بود.
«افسوس» نیز ساختهٔ دیگری از منوچهر چشم‌آذر است که به‌صورت دوصدایی همانند «موندنم از بودنت» در تلویزیون با فریدون فرخزاد اجرا شد. «تک» نیز ترانه‌ای است که او به‌صورت دوصدایی با فریدون فرخزاد اجرا کرده است؛ و ترانه «نیش» که تأثیرات شرقی به وضوح در آهنگسازی آن نمایان است.

### ترانه با مضمون سیاسی
ترانهٔ «تو بارونی تو آفتابی»، با آهنگسازی اسفندیار منفردزاده و شعری از مینا اسدی در سال ۱۳۵۱ منتشر شد که پیش از انتشار، تنها یک‌بار در برنامهٔ «صبح جمعه رادیو» پخش شده‌بود. این ترانه را مینا اسدی برای عباس مفتاحی و اسدالله مفتاحی سروده بود.

### تجربهٔ شعر نو
رامش شعر «پاییز» از فروغ فرخزاد را با آهنگی از حسینعلی ملاح اجرا کرده‌بود. در یک مصاحبه تلویزیونی، رامش این ترانه را در کنار ترانهٔ «زائر» سرودهٔ محمد صالح‌علا از بهترین آثار خود برمی‌شمارد.

## بازیگری
در سال ۱۳۵۲ رامش به دعوت منوچهر نوذری برای اولین بار به عنوان بازیگر در فیلم خیالاتی حضور پیدا کرد و پس از آن در فیلمی بازی نکرد.

## پس از انقلاب
بهمن ماه سال ۱۳۵۷، رامش برای استراحت تهران را به مقصد لندن ترک کرد و اما با وقوع انقلاب، او برای مدت طولانی در این شهر ساکن شد که در این میان برای برگزاری کنسرت به‌همراهی فریدون فرخ‌زاد، ضبط نماهنگ از ترانه‌های پیشین خود و انتشار تک‌آهنگ‌های جدید، رفت و آمدهایی به لس‌آنجلس داشته است.
رامش از پاییز سال ۱۳۶۰، به ضبط ترانه‌های جدیدی همچون «تهرون» و «غربت» و چندین ترانهٔ دیگر پرداخت که بسیاری از آن‌ها، به ضبط نهایی و مرحلهٔ انتشار نرسیدند. از میان این ترانه‌ها، دو ترانهٔ «تهرون» و «گفت‌وگوی سبز» در آلبومی به نام «بهار غریبان» با همکاری اسماعیل نوری‌علا، منیژه خرسند، منوچهر رستگار و کامران در بهار سال ۱۳۶۱ منتشر شد. این دو ترانهٔ رامش در آلبوم‌های گردآوری شده نیز توسط شرکت کلتکس رکوردز بازنشر شدند.
رامش با خروج خانواده‌اش از ایران و پس از حدود هشت سال زندگی در لندن، برای همیشه به لس‌آنجلس مهاجرت کرد و در این شهر همراه با خانوادهٔ خود، صفحهٔ جدیدی از زندگی خود را آغاز کرد. وی پس از آلبوم «بهار غریبان»، دو آلبوم با همکاری هنرمندانی همچون فرامرز اصلانی و ژاکلین ویگن در دست تهیه داشت که با فوت پدر و شرایط روحی خانواده‌اش و از طرفی با دخالت و کارشکنی تهیه‌کنندگان لس‌آنجلسی هرگز به ضبط و انتشار نرسید. همه‌گیر شدن موسیقی بازاری و شش‌وهشت در لس‌آنجلس، نیز یکی دیگر از عواملی بود که موجب شد وی از اواخر دههٔ ۱۳۶۰، مدتی فعالیت خود را کنار بگذارد.
در سال ۱۳۷۴، رامش با سرمایه‌گذاری و حمایت‌های فرید زلاند و شرکت آونگ، آلبوم «جهان سوم» را با اشعار اردلان سرفراز، شهیار قنبری و ایرج جنتی عطایی منتشر کرد که با استقبال فراوانی روبرو شد. در ۳۱ شهریور ۱۳۷۵، رامش در شراین ادیتوریوم لس‌آنجلس، کنسرتی را به‌رهبری عبدی یمینی و با گروه بزرگی از نوازندگان سازهای زهی، بادی و پاپ برگزار نمود. وی در همین دوره، تک‌آهنگ «سنگسار» با آهنگسازی منفردزاده را پیشکش جنبش دانشجویان کرد. در نهایت آلبوم «رومی: معشوق همینجاست» با همکاری داریوش و فرامرز اصلانی در سال ۱۳۸۲، آخرین اجراهای وی را ثبت کرده است.
او دربارهٔ کناره‌گیری‌اش از خوانندگی گفته بود: «نخواندن من ابتدا اعتراض بود به صدای قدغن زنان در ایران، صدای قدغن خوانندگان زن در سرزمینم، که حتی اجازه خواندن و فریاد درون خود را به گوش‌ها رساندن هم نداشتند. بعد کم‌کم این اعتراض یک عادت شد و با من سال‌ها ماند. حالا به نخواندن عادت دارم، ولی اگر روزی دوباره به ایران بازگشتیم، از ته دل برای همه مردم می‌خوانم.»

## درگذشت
رامش در ۸ آذر ۱۳۹۹ به دلیل ایست قلبی در سن ۷۴ سالگی در لس‌آنجلس درگذشت و پس از سیزده روز، در ۲۱ آذر ۱۳۹۹ در آرامگاه فارست لان مموریال پارک باحضور اهالی هنر، به خاک سپرده شد.

### واکنش‌ها
رضا پهلوی در پیامی فقدان رامش را به خانواده و دوستدارانش تسلیت گفت و از او به‌عنوان یکی از صداهای کم‌نظیر نسل خود یاد کرد.

## فیلم‌شناسی

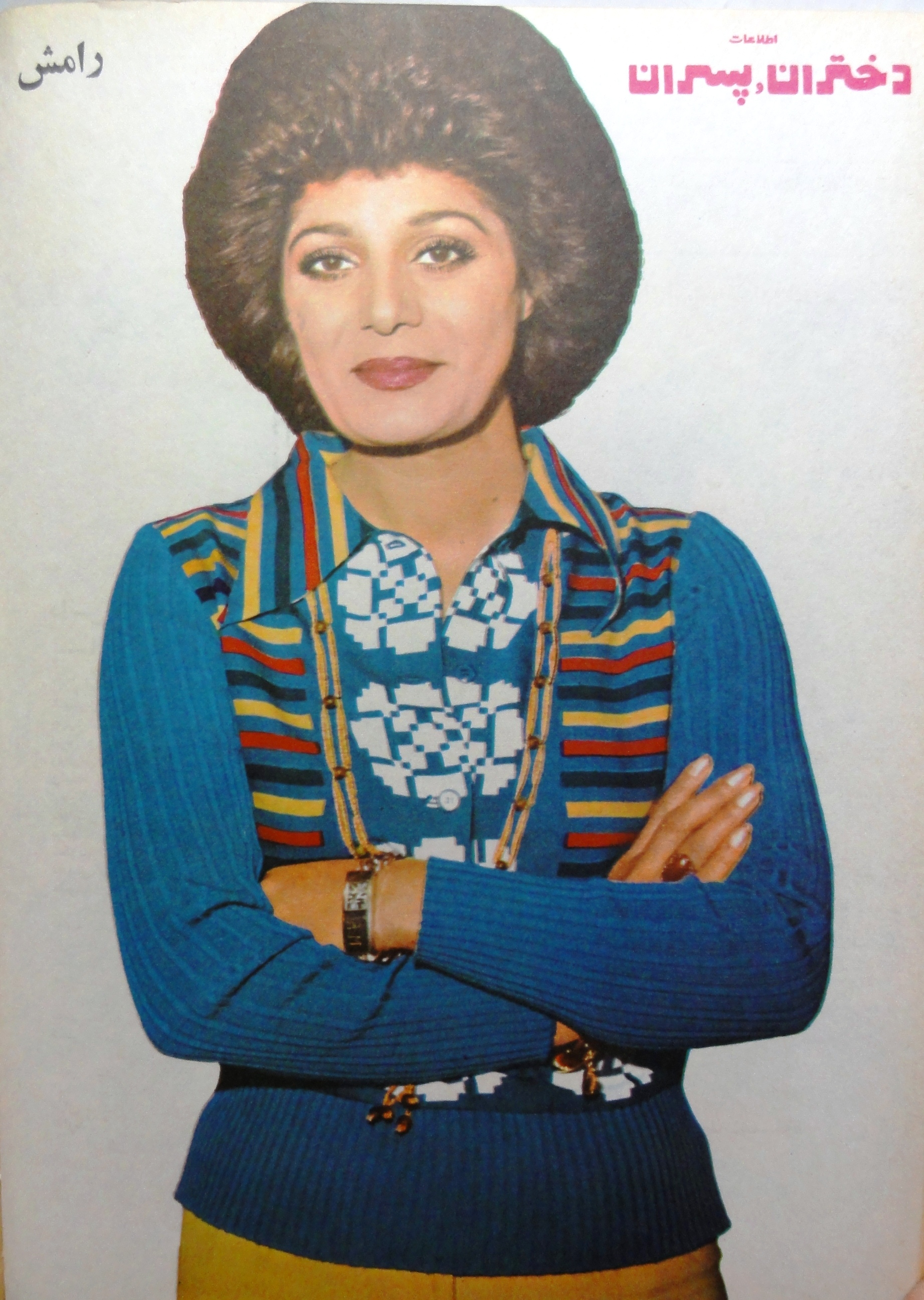
رامش بر جلد مجله دختران پسران، سال ۱۳۵۵

بازیگری
- ۱ - خیالاتی (۱۳۵۲)

خوانندگی
- ۱ - تنهایی (۱۳۵۵)
- ۲ - چلچراغ (۱۳۵۵)
- ۳ - عنتر و منتر (۱۳۵۵)
- ۴ - پریزاد (۱۳۵۲)
- ۵ - تیغ آفتاب (۱۳۵۲)
- ۶ - جبار سرجوخه فراری (۱۳۵۲)
- ۷ - حریص (۱۳۵۲)
- ۸ - صخره سیاه (۱۳۵۲)
- ۹ - مروارید (۱۳۵۲)
- ۱۰ - خیالاتی (۱۳۵۲)
- ۱۱ - خر دجال (۱۳۵۱)
- ۱۲ - طغرل (۱۳۵۱)
- ۱۳ - فرار از زندگی (۱۳۵۱)
- ۱۴ - پهلوان در قرن اتم (۱۳۵۰)
- ۱۵ - رسوای عشق (۱۳۵۰)
- ۱۶ - دنیای آبی (۱۳۴۸)
- ۱۷ - پابرهنه‌ها (۱۳۴۷)
- ۱۸ - گرداب گناه (۱۳۴۷)
- ۱۹ - نسل شجاعان (۱۳۴۸)
- ۲۰ - دالاهو (۱۳۴۶)
- ۲۱ - نخاله قهرمان (۱۳۴۵)
- ۲۲ - خروس جنگی (۱۳۴۴)
- ۲۳ - سوغات اصفهان (۱۳۴۹)

## ترانه‌شناسی

### آلبوم‌های گردآوری شده (آثار پیش از انقلاب)
| نام آلبوم      | سال انتشار  | شرکت پخش‌کننده |
| -------------- | ----------- | ------------- |
| دریا دریا      | ۱۳۷۳ / ۱۹۹۴ | کلتکس رکوردز  |
| تهمت           | ۱۳۷۳ / ۱۹۹۴ | کلتکس رکوردز  |
| آدمک           | ۱۳۷۳ / ۱۹۹۴ | کلتکس رکوردز  |
| داغ داغ        | ۱۳۷۳ / ۱۹۹۴ | کلتکس رکوردز  |
| تهرون          | ۱۳۷۳ / ۱۹۹۴ | کلتکس رکوردز  |
| لحظه‌های انتظار | ۱۴۰۲ / ۲۰۲۴ | پارس ویدیو    |

### آلبوم‌های استودیویی (آثار پس از انقلاب)
| نام آلبوم            | سال انتشار  | شرکت پخش‌کننده    |
| -------------------- | ----------- | ---------------- |
| بهار غریبان          | ۱۳۶۱ / ۱۹۸۲ | گروه هنری زهرخند |
| جهان سوم             | ۱۳۷۴ / ۱۹۹۵ | آونگ موزیک       |
| رومی: معشوق همین‌جاست | ۱۳۸۲ / ۲۰۰۳ | Dbf Records      |